# Serhat
Ahmet Serhat Hacıpaşalıoğlu, cunscut ca Serhat, este un cântăreț, producător muzical și prezentator TV turc.
Născut și crescut în Istanbul, Serhat și-a început cariera prin înființarea propriei companii. În câțiva ani a început să producă și să găzduiască un quiz-show la postul de televiziune TRT, numit „Riziko!” (versiunea în turcă a quiz-showlui american „Jeopardy!”). În 1997, odată cu primul single "Rüya-Ben Bir Daha" (Încă o visez), cariera sa muzicală începea. Pe lângă alte show-uri și producții TV, el și-a continuat cariera muzicală, lansând "Total Disguise" (duet cu Viktor Lazlo), în 2004, "Chocolate Flavour", în 2005, "I Was So Lonely", "No No Never (Moscow-Istanbul)" și "Ia + Ti" (versiunea în rusă a "Total Disguise", toate cele trei cântece au fost duet cu Tamara Gverdțiteli), în 2008 și "Je M'Adore", în 2014. El a reprezentat San Marino la Concursul Muzical Eurovision 2016 din Stockholm.

## Tinerețea și educația
Serhat s-a născut pe 24 octombrie 1964, în Istanbul, Turcia. Tatăl său, İsmail Hakkı a fost un ofițer naval născut în Trabyon, unde mama lui era de asemenea născută. A urmat cursurile școlii primare în İcadiye, Üsküdar și apoi Deutsche Schule Istanbul (liceul german), în Beyoğlu, Istanbul. A absolvit în 1998 facultatea Denistry din Istanbul. În 1990 completa două luni ale serviciului militar obligatoriu în Burdur.

## Cariera

### Televiziune și evenimente
În 1994, Serhat își înființa propria companie, „End Productions”. După un acord cu TRT, compania a devenit producătorul quiz-show-ului „Riziko!”. Serhat a fost de asemenea gazda show-ului care a debutat la 3 octombrie 1994. În 1995 el primea doi „Fluturi de aur” ca premii, unul pentru „Cel mai bun prezentator masculin” și unul pentru cel mai bun quiz-show al anului pentru „Riziko!”. În 1996, primea din nou premiul pentru „Cel mai bun quiz-show al anului”. Show-ul a durat peste 430 de episoade și s-a încheiat la sfârșitul anului 1996. Un game-show numit „Hedef 4” (versiunea turcă a show-ului „Connect Four”), care a început la TRT în 1996, a fost produs tot de către End Productions. În 1997 el a început să producă game-showul „Altına Hücum” pentru Kanal 6, care s-a sfârșit după 72 de episoade în același an. În 1998 „Riziko!” s-a reîntors și a fost transmis de către Kanal 7, găzduit de Serhat. În anii următori, „Hedef 4” a început să fie de asemena transmis de către Kanal 7. „Riziko!” s-a sfârșit în 1999, iar Serhat a început să găzduiasca un show de divertisment care s-a sfârșit după 6 episoade. După câteva luni „Riziko!” s-a întors la Kanal 7 în 2000 și a continuat încă 65 de episoade. În Septembrie 2005, Serhat a fost co-prezentatorul show-ului „Kalimerhaba”, alaturi de Katerina Moutsatsou, un Show TV produs de către „ End Productions”. La finalul anului 2009, Serhat a înființat o orchestră dance, „Caprice the show”, cu 18 muzicieni.

#### Producții
| Nume                | Canale        | ani                  | Funcția ocupată | Funcția ocupată | Observații                                 |
| Nume                | Canale        | ani                  | Prezentator     | Producător      | Observații                                 |
| ------------------- | ------------- | -------------------- | --------------- | --------------- | ------------------------------------------ |
| Riziko!             | TRT 1 Kanal 7 | 1994–96 1998–99 2000 | Da              | Da              |                                            |
| Hedef 4             | TRT 1 Kanal 7 | 1996–98 1998–99      | Nu              | Da              |                                            |
| Altına Hücum        | Kanal 6       | 1997                 | Nu              | Da              |                                            |
| Serhat'la Rizikosuz | Kanal 7       | 1999                 | Da              | Da              |                                            |
| Kalimerhaba         | Show TV       | 2005                 | Da              | Da              | A prezentat alături de Katerina Moutsatsou |

### Cariera muzicală
Și-a început cariera muzicală în 1997 cu două single-uri, „Rüya” și „Ben Bir Daha”. În 2004, a publicat celălalt single al său, „Total Disguise”, alături de cântărețul francez Viktor Lazlo, lansând, totodată și, „Chocolate Flavour”, în Grecia in 2005. În 2008, el a lansat, împreună cu Tamara Gverdtsiteli, „I Was So Lonely”, „No No Never (Moscow-Istanbul)” și „Ya + Ty”.
Din 2014, Serhat a început să lucreze în Franța și Germania. A și lansat single-ul său „Je m'adore”, care a atins 1 timp de 5 săptămâni consecutiv pe Deutsche DJ Black/Pop Charts, numărul 1 pe Black 30, numărul 2 pe British Dance Charts, numărul 8 pe French Dance Charts și locul 9 pe Swiss Dance Charts. Pe 12 ianuarie 2016, postul din San Marino (RTV) a anunțat că Serhat va reprezenta San Marino la Concursul Muzical Eurovision 2016, din Stockholm, Suedia.

### Discografie

#### Single-uri
- 1997: "Rüya-Ben Bir Daha"
- 2004: "Total Disguise" (duet cu Viktor Lazlo)
- 2005: "Chocolate Flavour"
- 2008: "I Was So Lonely-No No Never" (duet cu Tamara Gverdtsiteli)
- 2014: "Je M'Adore"

## Premii
| An   | Premii                  | Categorie                             | Proiect | Rezultat |
| ---- | ----------------------- | ------------------------------------- | ------- | -------- |
| 1995 | Golden Butterfly Awards | Cea mai bună gazdă masculină a anului | Riziko! | Câștigat |
| 1995 | Golden Butterfly Awards | Cel mai bun quiz show al anului       | Riziko! | Câștigat |
| 1996 | Golden Butterfly Awards | Cel mai bun quiz show al anului       | Riziko! | Câștigat |